# Mictocharis
Mictocharis is een geslacht van vliesvleugeligen uit de familie Eucharitidae. De wetenschappelijke naam van dit geslacht is voor het eerst geldig gepubliceerd in 2002 door Heraty.

## Soorten
Het geslacht Mictocharis is monotypisch en omvat slechts de volgende soort:
- Mictocharis ruficollis (Risbec, 1952)